# ウィーバービル (カリフォルニア州)
ウィーバービル（英: Weaverville）は、アメリカ合衆国カリフォルニア州の国勢調査指定地域（CDP）。トリニティ郡の郡庁所在地である。人口は2000年に3,554人だったが2010年には3,600人と僅かに増加した。

## 歴史
ウィーバービルは1850年に設立され、カリフォルニア・ゴールドラッシュの歴史を残す町である。現在のトリニティ・アルプス原生地域の麓に囲まれており、かつては約2,000人の中国人金探鉱者が居り、独自の中華街があった。
ウィーバービルの経済根幹は長年、製材業、観光および大麻の生産だった。地域の経済は長い間に緩りと衰退を続けてきており、地球規模の不動産バブルがあったときに小さな好景気があっただけだった。2009年4月時点でトリニティ郡の失業率は20.9％になっている（ニューヨーク・タイムズ記事）。
ウィーバービルにはカリフォルニアでも最古で継続的に使用されている中国の寺院がある。そのジョス・ハウスは現在公園管理部が管理しており、一年中訪問者を受け入れている。
ウィーバービルはしばしば森林火災の影響を受けている。最近のものでは2006年7月29日の山火事があり、町内住人の大半が2日間避難したが、連邦、州および地元の消防士の活躍でほとんど被害もなく鎮火された。

### ウィーバービル・ジョス・ハウス州立歴史公園
ウィーバービル・ジョス・ハウス（「雲の下の森林寺院」とも呼ばれる）は道教寺院であり、1874年に建設され、ゴールドラッシュ時代に中国人が礼拝を行った場所として、州内でも最も保存状態の良い建物である。この寺院は現在「ウィーバービル・ジョス・ハウス州立歴史公園」となっており、複雑に彫刻を施された木製祭壇などの内部は観光客も見ることができる。

## 地理と気候
ウィーバービルは北緯40度44分12秒 西経122度56分10秒 / 北緯40.73667度 西経122.93611度に位置する。アメリカ合衆国国勢調査局に拠れば、市域全面積は91.7 km2であり、すべて陸地である。
1894年以来、アメリカ国立気象局がウィーバービルに共同気象観測所をおいている。その記録に基づけば、1月の平均最高気温は 8.4℃、最低気温は-2.6℃である。7月の平均最高気温は34.5℃、最低気温は9.5℃である。年間平均で32℃以上になるのが77.3日、0℃ 以下になるのが126.8日ある。過去最高気温は1932年8月4日の46.7℃、最低気温は1972年12月9日の-23.3℃だった。
年間平均降水量は896 mmであり、計測可能な降水日は平均して年間83日ある。最も降水量の多かった年は1970年の1,366 mm、最も少なかった年は2005年の513 mmだった。1ヶ月間の降水量が最も多かったのは2005年12月の530 mm、24時間雨量で最も多かったのは1982年1月4日の140 mmだった。降雪量は年平均57 cmである。1ヶ月間の降雪量が最も多かったのは1950年1月の191 cmだった。

## 人口動態
以下は2000年の国勢調査による人口統計データである。
| 基礎データ - 人口: 3,554人（2006年では17,294人） - 世帯数: 1,513世帯 - 家族数: 960家族 - 人口密度: 38.8人/km2（100.4人/mi2） - 住居数: 1,653軒 - 住居密度: 18.0軒/km2（46.7軒/mi2） 人種別人口構成 - 白人: 91.5% - アフリカン・アメリカン: 0.3% - ネイティブ・アメリカン: 2.9% - アジア人: 0.7% - 太平洋諸島系: 0.1% - その他の人種: 1.2% - 混血: 3.3% - ヒスパニック・ラテン系: 4.3% 年齢別人口構成 - 18歳未満: 24.2% - 18-24歳: 6.4% - 25-44歳: 23.0% - 45-64歳: 28.0% - 65歳以上: 18.4% - 年齢の中央値: 43歳 - 性比（女性100人あたり男性の人口） - 総人口: 94.5 - 18歳以上: 90.7 | 世帯と家族（対世帯数） - 18歳未満の子供がいる: 27.9% - 結婚・同居している夫婦: 47.1% - 未婚・離婚・死別女性が世帯主: 12.4% - 非家族世帯: 36.5% - 単身世帯: 31.3% - 65歳以上の老人1人暮らし: 13.8% - 平均構成人数 - 世帯: 2.30人 - 家族: 2.85人 収入と家計 - 収入の中央値 - 世帯: 30,319米ドル - 家族: 37,813米ドル - 性別 - 男性: 34,091米ドル - 女性: 24,722米ドル - 人口1人あたり収入: 18,297米ドル - 貧困線以下 - 対人口: 16.3% - 対家族数: 13.2% - 18歳未満: 23.6% - 65歳以上: 5.3% |

## 政治
カリフォルニア州議会では、上院の第4および下院の第1選挙区に属している。連邦議会下院ではカリフォルニア州第2選挙区に属している。クック投票動向指数は共和党+11である。2010年時点で周下院議員は民主党議員、その他は共和党議員が務めている。

## 大衆文化の中のウィーバービル
イギリスの作家ジェームズ・ヒルトンの作品『失われた地平線』の中で遠隔の天国シャングリラにウィーバービルがヒントを与えたとされている。しかし、1941年のヒルトンのインタビューで「ウィーバービルがシャングリラを思い出させた」と語っているが、これを誤って解釈した結果である。ウィーバービルから約8マイル (13 km) にあるジャンクションシティにはチベットの仏教寺院がある。